# 清水美恵
清水 美恵（しみず よしえ、1961年7月10日 - ）は、日本の歌手。大阪府出身。血液型はAB型。The Coconut Cupsのメンバー。かつてキティアーティストと東芝EMIに所属していた。愛称は「パラ」。大阪女学院中学校・高等学校、大阪芸術大学芸術学部舞台芸術学科卒業。

## 経歴
- 1985年、久保田利伸との出会いによりバックコーラス、スタジオミュージシャンとしての活動を始める[2]。
- 1987年、久保田利伸の『GROOVIN'』ツアーにバックコーラスグループ「LOVE MACHINE」のメンバーとして参加。その後も、松任谷由実、サザンオールスターズ、桑田佳祐、石井竜也などのライブ・レコーディングでサポートを行う[2]。
- 1988年、久保田利伸が主宰するグループ「NEW BLOOD」のメンバーとして1989年まで活動した。
- 1989年、キティミュージックコーポレーションと契約。
- 1989年8月、久保田利伸が主宰するグループ「FUNKA HIPS ALL STARS」のメンバーとして活動。メンバーは「NEW BLOOD」のメンバーと重複している。
- 1991年、東芝EMIと契約し、1992年にソロデビュー[4]。
- 1999年、女性ボーカルグループ「The Cococnut Cups」のメンバーとしての活動を開始する[4]。
- 2018年、ソロ歌手としての活動を再開する[2]。
- 現在は、「The Cococnut Cups」としての活動、石井竜也のサポート、ソロ活動を行っている。

## ディスコグラフィ

### その他
| 曲名                   | 歌手                             | 収録アルバム                                      | 発売日         | 規格品番   | 発売元           |
| ---------------------- | -------------------------------- | ------------------------------------------------- | -------------- | ---------- | ---------------- |
| サー・デューク         | LOVE MACHINE                     | 『NEC SOUND COMMUNICATION ON CD』                 | 1987年??月??日 | CD-DT05    | NEC              |
| 星に願いを             | LOVE MACHINE                     | 『NEC SOUND COMMUNICATION ON CD』                 | 1987年??月??日 | CD-DT05    | NEC              |
| Fly Free               | 清水美恵                         | 『ミルキーウェイ』                                | 1988年2月25日  | 28MS-0166  | キティレコード   |
| Lovers in Wonderland   | 清水美恵                         | 『ミルキーウェイ』                                | 1988年2月25日  | 28MS-0166  | キティレコード   |
| Love never learns      | 清水美恵                         | 『Clara』                                         | 1988年4月21日  | 32DH-5009  | CBS・ソニー      |
| EIMI & MATILDA         | 清水美恵                         | 『B型同盟・ミュージックアルバム』                 | 1989年9月25日  | H00K-20157 | キティレコード   |
| AN OMEN OF DEATH       | 清水美恵、高橋洋子、小笠原ちあき | 『サイレントメビウス MUSIC ALBUM II "EMERGENCY"』 | 1991年3月25日  | KTCR-1063  | キティレコード   |
| EIMI & MATILDA (REMIX) | 清水美恵                         | 『B型同盟 Another Music』                         | 1991年9月25日  | KTCR-1125  | キティレコード   |
| 愛の天使               | MISA、古川恵実子、清水美恵       | 『PERFECT BLUE ORIGINAL SOUND TRACK』             | 1998年2月18日  | PCCR-95001 | ポニーキャニオン |
| 一人でも平気           | 古川恵実子、清水美恵             | 『PERFECT BLUE ORIGINAL SOUND TRACK』             | 1998年2月18日  | PCCR-95001 | ポニーキャニオン |

## 楽曲提供
| タイトル            | アーティスト | 収録シングル・アルバム      | 形態             | 備考                        |
| ------------------- | ------------ | --------------------------- | ---------------- | --------------------------- |
| Honey B             | 久保田利伸   | 「Honey B/Keep On JAMMIN'」 | 作詞             | 久保田と共同作詞            |
| Sing out!           | 米倉利紀     | 『passione』                | 作詞             | 米倉、Gemi Taylorと共同作詞 |
| 羽のない天使(Angel) | 茶山莉子     | 『エルフ版下級生 Melody』   | コーラスアレンジ |                             |

## ライブ・レコーディング参加
- 石井竜也
- 今井美樹
- 遠藤由美
- 久保田利伸
- 桑田佳祐
- 米米CLUB
- サザンオールスターズ
- サンディー
- 高橋洋子
- 武部聡志
- 田原俊彦
- 本田美奈子
- 松任谷由実

他多数